# Sebastiano del Piombo
Sebastiano del Piombo (kolem 1485, Benátky – 21. červen 1547, Řím), vlastním jménem Sebastiano Luciani, byl italský renesanční malíř benátské školy, který působil v Římě.

## Život
Základům malířství se patrně vyučil u Giovanniho Belliniho, od něhož přešel do ateliéru Giorgioneho. Projevoval také hudební
nadání (zvláště ve hře na loutnu) a byl vynikajícím společníkem. Roku 1511 jej pozval bankéř a mecenáš Agostino Chigi do Říma, kde se Sebastiano prosadil zvláště jako portrétista a strávil zde většinu svého života.
Spřátelil se s Raffaelem Santi a Michelangelem Buonarroti. S úřadem papežského pečetníka roku 1531 získal také přízvisko del Piombo (Frate del Piombo). Podle svědectví Vasariho se však díky tomuto pravidelnému příjmu věnoval malířství stále méně a dával přednost pohodlnému životu.
Zemřel 21. června 1547 a byl pohřben v kostele Santa Maria del Popolo v Římě.

## Dílo

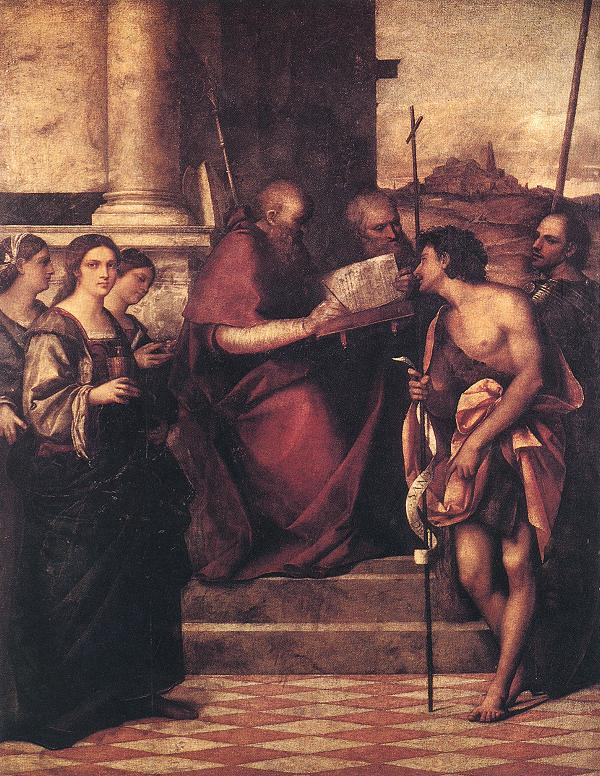
Sacra conversazione, ca 1511, chiesa di San Crisostomo, Venezia

Vyšel z benátské malířské školy založené především na barevnosti, ve svém díle však její dědictví propojil s monumentálními formami římské školy. Mezi jeho raná benátská díla patří například oltářní obraz Trůnící sv. Jan Chrysostomos se světci, 1508–1510, vytvořený pro kostel San Giovanni Crisostomo v Benátkách. Po příchodu do Říma vyzdobil pro bankéře Chigiho lunety v lodžii vily v Trastevere freskami s mytologickými náměty podle Ovidiových Metamorfóz. Podle Vasariho Sebastiano získal uznání a vážnost obrazem s námětem Piety z 1520–1528, jenž objednal Giovanni Botondi z Viterba pro kapli ve viterbském kostele San Francesco; dnes se nachází v Museo Civico ve Viterbu.

Mezi lety 1516–1524 vytvořil výzdobu kaple Borgheriniů v kostele San Pietro in Montorio, již objednal florentský obchodník Pierfrancesco Borgherini. Najdeme zde Bičování Krista, dva Proroky, Proměnění, sv. Petra a sv. Františka.
Ovládal malbu olejem na zeď a na kámen, dokázal malovat i na stříbře, mědi, cínu a jiných kovech. S tím souvisí i jeho roztržka s Michelangelem. Když se Michelangelo chystal k práci na fresce Posledního soudu v Sixtinské kapli, Sebastiano přemluvil papeže, aby Michelangelovi přikázal pracovat technikou
oleje. Buonarroti na to však odmítl přistoupit a prosadil malbu technikou fresky.
Jak upozorňuje už Vasari, Sebastiano del Piombo vynikal v portrétování. Nejznámějšími podobiznami z jeho ruky jsou dva portréty Klementa VII., 1526 a 1531–32, v neapolském Museo Nazionale, portrét Andrea Dorii, 1526, v Galleria Doria-Pamphili v Římě, či portrét Pietra Aretina, 1525–1527, v
Palazzo Publico v Arezzu. Zpodobnil také Marcantonia Colonnu, markrabího Ferdinanda z Pescary či Vittorii Colonnu, Federiga da Buzolo a papeže Pavla
III. (tyto portréty se nedochovaly).
V pozdním období svého života mnoho svých děl nedokončil. Často maloval na kamennou podložku a jeho malířský projev se stal niternějším. Mezi práce z těchto let patří Pieta z Ubedy v Andalusii, kolem 1537–1539, nástěnná malba v kostele Santa Maria della Pace s výjevem Panna Maria navštěvuje sv. Alžbětu
či portrét Piera Luigiho Farnese.
Vytvořil také výzdobu kaple Agostina Chigiho v kostele Santa Maria del Popolo v Římě, a to po smrti Raffaela, který navrhl celou kapli i náhrobek. Sebastiano však k práci přistoupil až dlouho po objednavatelově smrti a mnoho práce neudělal, ústřední obraz Narození Panny Marie po
Sebastianově smrti dokončil Francesco Salviati.

## Sebastiano del Piombo v českých sbírkách

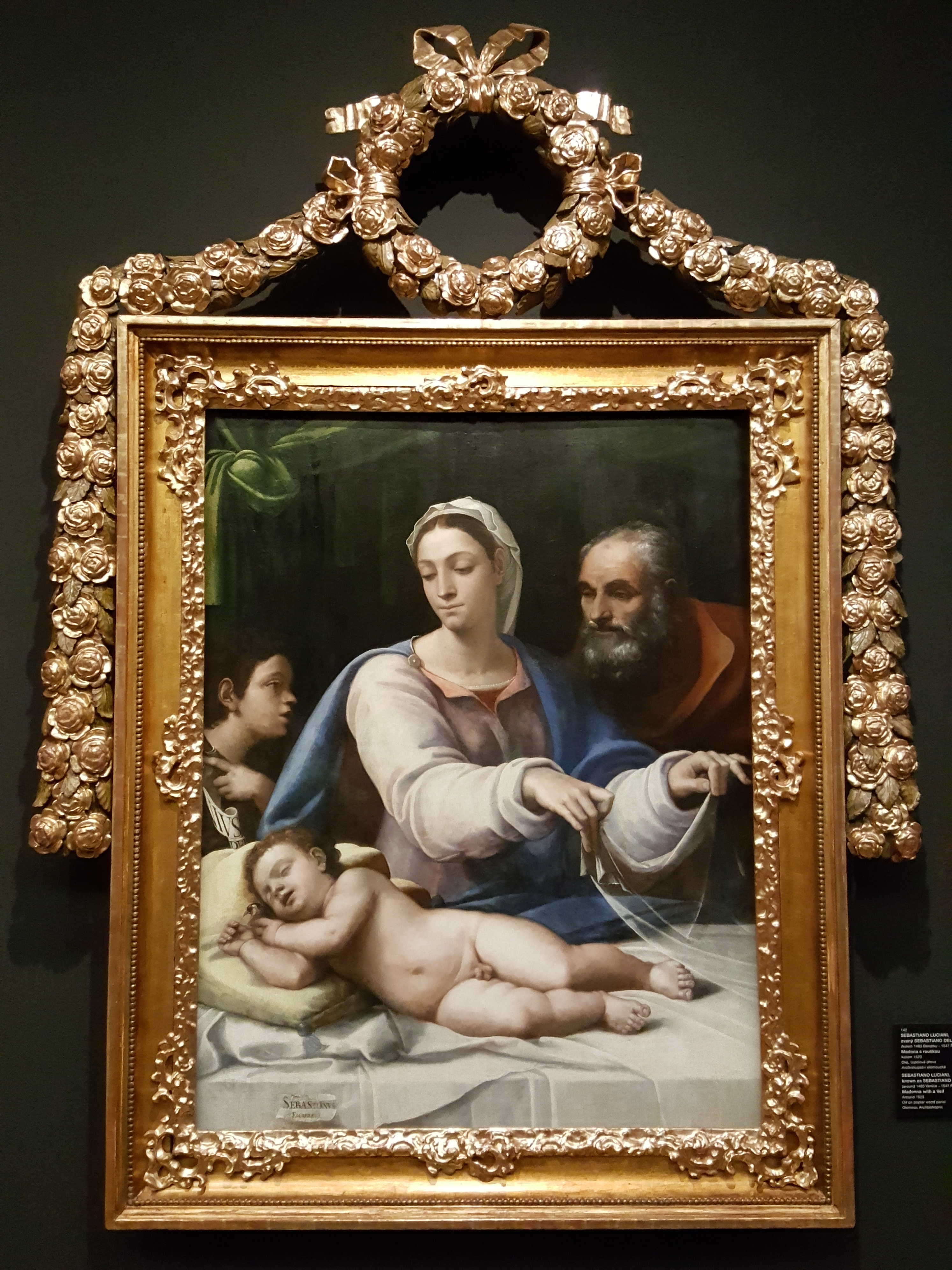
Madona s rouškou, ca 1520, Arcidiecézní muzeum Olomouc

Práci del Piomba nalezneme také v českých sbírkách,
konkrétně v Arcidiecézním muzeu v Olomouci. Zde se nachází
tzv. Madona s rouškou, vytvořená kolem roku 1520. Panna Maria
drží průsvitnou roušku nad spícím Ježíškem, který ke své tváři
tiskne stehlíka. Jeho spánek je zde symbolickým vyjádřením spánku
smrti, zatímco zamyšlená madona je předobrazem truchlící Panny
Marie nad mrtvým Kristem. Inspirace pro tento obraz můžeme nalézt
v antickém umění a u Raffaela a Michelangela. Dílo bylo také často
kopírováno jinými umělci.